# Joan Esculies
Joan Esculies Serrat (1976) es un historiador español, especializado en el estudio del catalanismo político del siglo xx.

## Biografía
Nacido en Manresa en 1976, se licenció en biología en 1998 por la Universidad de Barcelona, en periodismo en 2001 por la Universidad Internacional de Cataluña y se doctoró en historia por el Instituto Universitario de Historia Jaume Vicens Vives de la Universidad Pompeu Fabra en 2012, con una tesis sobre Josep Tarradellas dirigida por Enric Ucelay-Da Cal.

## Obras
Autor
- — (2011). Joan Solé i Pla, un separatista entre Macià i Companys. Barcelona: Edicions del 1984.
- — (2012). Josep Tarradellas (1899-1936). Dels orígens a la República. Barcelona: Dau Edicions.[3]
- — (2014). Via fora, lladres! El separatisme català i el teatre patriòtic. Barcelona: Edicions del 1984.[4]
- — (2014). Evitar l’error de Companys! Tarradellas i la lliçó dels Fets d’Octubre. Barcelona: Edicions del 1984.[5]
- — (2015). Josep Andreu Abelló. Els clarobscurs del catalanisme. Barcelona: Edicions del 1984.[6]
- — (2017). En busca de Prat de la Riba. Pórtico.
- — (2017). Josep Fontbernat. El conseller de Tarradellas. Fundació Josep Irla.[7]
- — (2018). Ernest Lluch: biografia d’un intel·lectual agitador. Barcelona: RBA-La Magrana.[8]

Coautor
- Martínez Fiol, David; Esculies, Joan (2018). 1917. El año en que España pudo cambiar. Sevilla: Renacimiento.[9]